# جاك اندروز
جاك اندروز (بالإنجليزية: Jack Andrews)‏ (26 مايو 1898 بدارلينغتون في المملكة المتحدة - 12 مايو 1974) هو لاعب كرة قدم بريطاني (وحمل سابقاً جنسية المملكة المتحدة لبريطانيا العظمى وأيرلندا) في مركز الظهير. لعب مع غريمسبي تاون ونادي ساوثيند يونايتد ودورهام سيتي ‏ وShildon A.F.C. ‏ ودارلينجتون إف سى.

## وصلات خارجية
- جاك اندروز على موقع قاعدة بيانات كرة القدم.إي يو (الإنجليزية)